# Erich Ledwinka
Erich Ledwinka, född 16 juli 1904 i Klosterneuburg, Österrike, död 23 februari 1992, var en österrikisk-tjeckisk ingenjör, son till Hans Ledwinka. Erich Ledwinka arbetade vid Tatra och Steyr-Daimler-Puch. 
Erich Ledwinka studerade vid tekniska högskolan i Wien och tog sin examen vid tekniska högskolan i Graz. Ledwinka arbetade tillsammans med sin far Hans Ledwinka vid Tatra under 1930-talet. År 1950 började han som teknisk konstruktör vid Steyr-Daimler-Puch och avancerade till chefsingenjör. Han utvecklade bland annat motorn till Puch 500 och skapade företagets fyrhjulsteknik. Han ledde också utvecklingen av terrängmodellerna Steyr-Puch Haflinger och Steyr-Puch Pinzgauer. 
Han tilldelades Großes Verdienstkreuz der Republik Österreich.